# Mistrovství světa juniorů v atletice 2018
17. mistrovství světa juniorů v atletice se uskutečnilo ve dnech 10. – 15. července 2018 v finském městě Tampere.

## Muži
| Disciplína            | Zlato                                                                                 | Stříbro                                                                                            | Bronz                                                                  |
| 100 m                 | Lalu Muhammad Zohri 10.18                                                             | Anthony Schwartz 10.22                                                                             | Eric Harrison 10.22                                                    |
| 200 m                 | Jona Efoloko 20.48                                                                    | Charles Dobson 20.57                                                                               | Eric Harrison 20.79                                                    |
| 400 m                 | Jonathan Sacoor 45.03                                                                 | Christopher Taylor 45.38                                                                           | Chantz Sawyers 45.89                                                   |
| 800 m                 | Solomon Lekuta 1:46.35                                                                | Ngeno Kipngetich 1:46.45                                                                           | Eliott Crestan 1:47.27                                                 |
| 1500 m                | George Manangoi 3:41.71                                                               | Jakob Ingebrigtsen 3:41.89                                                                         | Justus Soget 3:42.14                                                   |
| 5000 m                | Edward Zakayo 13:20.16                                                                | Stanley Waithaka 13:20.57                                                                          | Jakob Ingebrigtsen 13:20.78                                            |
| 10,000 m              | Rhonex Kipruto 27:21.08                                                               | Jacob Kiplimo 27:40.36                                                                             | Berihu Aregawi 27:48.41                                                |
| 110 m překážek        | Damion Thomas 13.18                                                                   | Orlando Bennett 13.33                                                                              | Šunsuke Izumija 13.38                                                  |
| 400 mpřekážek         | Sokwakhana Zazini 49.42                                                               | Bassem Hemeida 49.59                                                                               | Alison dos Santos 49.78                                                |
| 3000 m překážek       | Takele Nigate 8:25.35                                                                 | Leonard Kipkemoi Bett 8:25.39                                                                      | Getnet Wale 8:26.16                                                    |
| štafeta 4 × 100 m     | Eric Harrison Anthony Schwartz Austin Kratz Micah Williams 38.88                      | Xavier Nairne Christopher Taylor Jhevaughn Matherson Michael Stephens 38.96                        | Lucas Ansah-Peprah Marvin Schulte Milo Skupin-Alfa Luis Brandner 39.22 |
| štafeta 4 × 400 m     | Klaudio Gjetja Andrea Romani Alessandro Sibilio Edoardo Scotti Lorenzo Benati 3:04.05 | Elija Godwin Nicholas Ramey Justin Robinson Howard Fields Matthew Boling Umajesty Williams 3:05.24 | Alex Haydock-Wilson Joseph Brier Alastair Chalmers Alex Knibbs 3:05.64 |
| chůze na 10 000 m     | Čang Jao 40:32.06                                                                     | David Hurtado 40:32.06                                                                             | José Ortiz 40:45.26                                                    |
| skok do výšky         | Antonios Merlos Roberto Vilches 2.23 m                                                | Nebyla udělena                                                                                     | JuVaughn Blake Breyton Poole 2.23 m                                    |
| skok o tyči           | Armand Duplantis 5.82 m                                                               | Zachery Bradford 5.55 m                                                                            | Masaki Edžima 5.55 m                                                   |
| skok daleký           | Júki Hašioka 8.03 m                                                                   | Maikel Vidal 7.99 m                                                                                | Wayne Pinnock 7.90 m                                                   |
| trojskok              | Jordan Díaz 17.15 m                                                                   | Martin Lamou 16.44 m                                                                               | Jonathan Seremes 16.18 m                                               |
| vrh koulí (6 kg)      | Kyle Blignaut 22.07 m                                                                 | Adrian Piperi 22.06 m                                                                              | Odysseas Mouzenidis 21.07 m                                            |
| hod diskem (1.750 kg) | Kai Chang 62.36 m                                                                     | Yauheni Bahutski 61.75 m                                                                           | Claudio Romero 60.81 m                                                 |
| hod kladivem (6 kg)   | Jake Norris 80.65 m                                                                   | Mykhaylo Kokhan 79.68 m                                                                            | Mykhaylo Havryliuk 77.71 m                                             |
| hod oštěpem           | Nash Lowis 75.31 m                                                                    | Tzuriel Pedigo 73.76 m                                                                             | Maurice Voigt 73.44 m                                                  |
| desetiboj (junior)    | Ashley Moloney 8190 bodů                                                              | Gary Haasbroek 7798 bodů                                                                           | Simon Ehammer 7642 bodů                                                |

## Ženy
| Disciplína        | Zlato                                                            | Stříbro                                                             | Bronz                                                                     |
| 100 m             | Briana Williams 11.16                                            | Twanisha Terry 11.19                                                | Kristal Awuah 11.37                                                       |
| 200 m             | Briana Williams 22.50                                            | Lauren Rain Williams 23.09                                          | Martina Kotwiła 23.21                                                     |
| 400 m             | Hima Das 51.46                                                   | Andrea Miklós 52.07                                                 | Taylor Manson 52.28                                                       |
| 800 m             | Deribe Welteji 1:59.75                                           | Carly Thomas 2:01.13                                                | Delia Sclabas 2:01.29                                                     |
| 1500 m            | Alemaz Samuel 4:09.67                                            | Miriam Cherop 4:10.73                                               | Delia Sclabas 4:11.98                                                     |
| 3000 m            | Nozomi Tanaka 8:54.01                                            | Meselu Berhe 8:56.39                                                | Tsige Gebreselama 8:59.20                                                 |
| 5000 m            | Beatrice Chebet 15:30.77                                         | Ejgayehu Taye 15:30.87                                              | Girmawit Gebrzihair 15:34.01                                              |
| 100 m překážek    | Tia Jones 13.01                                                  | Britany Anderson 13.01                                              | Cortney Jones 13.19                                                       |
| 400 m překážek    | Zenéy van der Walt 55.34                                         | Shiann Salmon 56.11                                                 | Yasmin Giger 56.98                                                        |
| 3000 m překážek   | Celliphine Chespol 9:12.79                                       | Peruth Chemutai 9:18.87                                             | Winfred Mutile Yavi 9:23.47                                               |
| štafeta 4 × 100 m | Victoria Dönicke Corinna Schwab Sophia Junk Denise Uphoff 43.82  | Molly Scott Gina Akpe-Moses Ciara Neville Patience Jumbo Gula 43.90 | Kristal Awuah Alisha Rees Georgina Adam Ebony Carr 44.05                  |
| štafeta 4 × 400 m | Symone Mason Shae Anderson Julia Madubuike Taylor Manson 3:28.74 | Ella Connolly Cara Jardine Jemima Russell Carley Thomas 3:31.36     | Janielle Josephs Stacey-Ann Williams Shiann Salmon Calisha Taylor 3:31.90 |
| chůze na 10 000 m | Alegna González 44:13.88                                         | Meryem Bekmez 44:17.69                                              | Glenda Morejón 44:19.40                                                   |
| skok do výšky     | Karyna Taranda 1.92 m                                            | Sommer Lecky 1.90 m                                                 | María Fernanda Murillo 1.90 m                                             |
| skok o tyči       | Amálie Švábíková 4.51 m                                          | Lisa Gunnarsson 4.35 m                                              | Alice Moindrot 4.35 m                                                     |
| skok daleký       | Lea-Jasmine Riecke 6.51 m                                        | Ajaka Kóra 6.37 m                                                   | Tara Davis 6.36 m                                                         |
| trojskok          | Aleksandra Nacheva 14.18 m                                       | Mirieli Santos 13.81 m                                              | Davisleydi Velazco 13.78 m                                                |
| vrh koulí         | Madison-Lee Wesche 17.09 m                                       | Čang Lin-žu 17.05 m                                                 | Jorinde van Klinken 17.05 m                                               |
| hod diskem        | Alexandra Emilianov 57.89 m                                      | Helena Leveelahti 56.80 m                                           | Silinda Morales 55.37 m                                                   |
| hod kladivem      | Camryn Rodgers 64.90 m                                           | Alyssa Williams 64.45 m                                             | Yanitza Martínez 63.82 m                                                  |
| hod oštěpem       | Alina Shukh 55.95 m                                              | Tomoka Kuwazoe 55.66 m                                              | Dana Baker 55.04 m                                                        |
| sedmiboj          | Niamh Emerson 6253 bodů                                          | Sarah Lagger 6225 bodů                                              | Adrianna Sułek 5939 bodů                                                  |